# 371
371 (CCCLXXI) fue un año común comenzado en sábado del calendario juliano, en vigor en aquella fecha.
En el Imperio romano, el año fue nombrado el del consulado de Augusto y Petronio, o menos comúnmente, como el 1124 Ab urbe condita, adquiriendo su denominación como 371 a principios de la Edad Media, al establecerse el anno Domini.

## Acontecimientos
- Las ciudades fortificadas del Danubio, con Sirmio en el primer plano, contribuyen a detener una invasión de los cuados.
- Fuerzas Baekje arrasan la capital Goguryeo en Pionyang.
- Martín de Tours se convierte en obispo de Tours (fecha aproximada).
- Sapor II intenta recuperar los territorios de Armenia y la Iberia caucásica, perdidos el año anterior, pero es derrotado por las tropas romanas.
- Una vez restablecida la independencia de Armenia, su rey, Pap, intenta librarse de la tutela romana y reclama Edesa y otros territorios, provocando la furia de Valente.

### Arte y literatura
- El poeta romano Ausonio escribe sobre un viaje en el Rin y el Mosela en su obra Mosella.